# Alcis pammicra
Alcis pammicra là một loài bướm đêm trong họ Geometridae.